# Takashi Mizunuma
Takashi Mizunuma (jap. 水沼 貴史 Mizunuma Takashi; ur. 28 maja 1960 w Saitamie, prefekturze Saitama) – japoński trener piłkarski, piłkarz i reprezentant kraju. Obecnie pracuje jako asystent trenera Uniwersytetu Hosei.

## Życiorys

### Kariera klubowa
Od 1983 do 1995 roku był zawodnikiem japońskiego klubu Yokohama Marinos.

### Kariera reprezentacyjna
Był reprezentantem Japonii w kategorii wiekowej U-20.
W seniorskiej reprezentacji Japonii Takashi Mizunuma zadebiutował 18 kwietnia 1984. W reprezentacji Japonii Takashi Mizunuma występował w latach 1984-1989. W sumie w reprezentacji wystąpił w 32 spotkaniach i strzelił 7 goli.

### Kariera trenerska
W latach 2006–2007 pracował jako trener japońskiego klubu Yokohama F. Marinos.
1 lutego 2008 rozpoczął pracę jako asystent trenera Uniwersytetu Hosei.

## Statystyki

### Reprezentacyjne
| Reprezentacja Japonii | Reprezentacja Japonii | Reprezentacja Japonii |
| Rok                   | Mecze                 | Gole                  |
| --------------------- | --------------------- | --------------------- |
| 1984                  | 5                     | 1                     |
| 1985                  | 8                     | 3                     |
| 1986                  | 0                     | 0                     |
| 1987                  | 8                     | 2                     |
| 1988                  | 3                     | 0                     |
| 1989                  | 8                     | 1                     |
| Razem                 | 32                    | 7                     |